# Omens of the Mesa
Omens of the Mesa è un cortometraggio muto del 1912 diretto da Rollin S. Sturgeon.

## Produzione
Il film fu prodotto dalla Vitagraph Company of America.

## Distribuzione
Distribuito dalla General Film Company, il film uscì nelle sale cinematografiche statunitensi il 25 novembre 1912 e in quelle britanniche il 15 marzo 1913.